# Садхья
Садхья (санскр. sâdhyâs) — в индийской поздней мифологии особый класс божеств, являющихся олицетворениями ведийских обрядов и молитв. Садхья обитают вместе с богами или в промежуточной области между небом и землёй. Число их колеблется между 12 и 17. Согласно пуранам, Садхья являются детьми Дхармы и Садхьи, дочери Дакши. Входят в состав свиты Шивы — Шива-гана.